# Campionati europei di sollevamento pesi 1902
I Campionati europei di sollevamento pesi 1902, 6ª edizione della manifestazione, si svolsero a L'Aja, il 30 marzo 1902. Fu la prima edizione dei campionati a prevedere i limiti di peso, in tre categorie: pesi leggeri (67,5 kg.), medi (75 kg.) e massimi (oltre 75 kg.), anche se soltanto l'ultima assegnava il titolo di campione europeo; gli altri due quello di campione olandese.
A lungo si è ritenuto che la sesta edizione fosse quella del 1903 fino a quando, nel 1983, un'apposita commissione investigativa congiunta tra la IWF e la EWF intraprese accurate ricerche sui campionati europei fino al 1921, quelli dalla datazione più incerta, in base alle documentazioni ufficiali esistenti negli archivi delle federazioni nazionali. La EWF, sempre nel 1983, riconoscerà anche come campioni europei gli atleti dei Paesi Bassi.

## Titoli in palio
| Categoria    | Eventi      | Titolo                              |
| ------------ | ----------- | ----------------------------------- |
| Pesi leggeri | 67,5 kg     | Campione dei Paesi Bassi e d'Europa |
| Pesi medi    | 75 kg       | Campione dei Paesi Bassi e d'Europa |
| Pesi massimi | Oltre 75 kg | Campione d'Europa                   |

## Formula
La formula prevedeva due serie di sollevamenti:
- sollevamento a distensione a due mani;
- sollevamento a slancio a due mani.

## Risultati
| Evento       | Oro               | Oro   | Argento       | Argento | Bronzo            | Bronzo |
| ------------ | ----------------- | ----- | ------------- | ------- | ----------------- | ------ |
| 67,5 kg.     | Frans Dinsmeester | 216,0 | Jan Van Tol   | 204,0   | Carc Van Beek     | 200,0  |
| 75 kg.       | Johann Wynn       | 226,0 | J.H. Van Smit | 222,0   | J.J. Verzuu       | 214,0  |
| Oltre 75 kg. | Ernst Hauenstein  | 271,0 | Andreas Maier | 265,0   | Antoon Dorregeest | 248,0  |

## Medagliere
| Posiz. | Nazione     | Oro | Argento | Bronzo | Totale |
| ------ | ----------- | --- | ------- | ------ | ------ |
| 1      | Paesi Bassi | 2   | 2       | 3      | 7      |
| 2      | Germania    | 1   | 1       | 0      | 2      |
| Totale | Totale      | 3   | 3       | 3      | 9      |